# Vòng loại Giải vô địch bóng đá nữ châu Âu 2013 - Bảng 7
Vòng loại Giải vô địch bóng đá nữ châu Âu 2013 - Bảng 7 bao gồm năm đội tuyển thi đấu.

## Xếp hạng
|  | Đội giành vé dự Giải vô địch bóng đá nữ châu Âu 2013 |
|  | Đội thi đấu vòng play-off                            |

| Đội          | Tr | T | H | B | BT | BB | HS  | Đ  |
| ------------ | -- | - | - | - | -- | -- | --- | -- |
| Đan Mạch     | 8  | 7 | 0 | 1 | 28 | 3  | +25 | 21 |
| Áo           | 8  | 6 | 1 | 1 | 16 | 9  | +7  | 19 |
| Cộng hòa Séc | 8  | 4 | 1 | 3 | 16 | 9  | +7  | 13 |
| Bồ Đào Nha   | 8  | 2 | 0 | 6 | 16 | 13 | +3  | 6  |
| Armenia      | 8  | 0 | 0 | 8 | 2  | 44 | −42 | 0  |

## Kết quả
Giờ thi đấu là UTC+2.
| Armenia | 0 – 8    | Bồ Đào Nha                                                                                        |
| ------- | -------- | ------------------------------------------------------------------------------------------------- |
|         | Chi tiết | Mendes 2' · Rodrigues 7', 59' · Fernandes 45+2', 53' · Brandão 63' · Couto 70' (ph.đ.) · Luís 84' |

| Áo            | 1 – 1    | Cộng hòa Séc |
| ------------- | -------- | ------------ |
| Hanschitz 60' | Chi tiết | Mocová 55'   |

| Armenia | 0 – 5    | Đan Mạch                                                                    |
| ------- | -------- | --------------------------------------------------------------------------- |
|         | Chi tiết | Kr. Pedersen 4' · Troelsgaard 29' · Harder 49' · Jensen 72' · Nielsen 90+3' |

| Cộng hòa Séc | 1 – 0    | Bồ Đào Nha |
| ------------ | -------- | ---------- |
| Divišová 65' | Chi tiết |            |

| Đan Mạch               | 3 – 0    | Áo |
| ---------------------- | -------- | -- |
| Harder 32', 41', 90+2' | Chi tiết |    |

| Áo                                          | 3 – 0    | Armenia |
| ------------------------------------------- | -------- | ------- |
| Feiersinger 17' · Tasch 40' · Gstöttner 70' | Chi tiết |         |

| Bồ Đào Nha | 0 – 3    | Đan Mạch                                      |
| ---------- | -------- | --------------------------------------------- |
|            | Chi tiết | Christiansen 13' · Petersen 77' · Nielsen 87' |

| Bồ Đào Nha | 0 – 1    | Áo              |
| ---------- | -------- | --------------- |
|            | Chi tiết | Feiersinger 13' |

| Cộng hòa Séc                                                                                   | 5 – 0    | Armenia |
| ---------------------------------------------------------------------------------------------- | -------- | ------- |
| I. Martínková 3' · Sedláčková 6' · L. Martínková 11' · Hoferková 70' · Pivoňková 90+1' (ph.đ.) | Chi tiết |         |

| Đan Mạch | 11 – 0   | Armenia |
| --- | -------- | ------- |
| Troelsgaard 3', 24', 53' · Røddik 28', 86' · Harder 36', 44', 88' · Christiansen 42' · Pedersen 58' · Bukh 90+2' | Chi tiết |         |

| Bồ Đào Nha                                                                 | 6 – 0    | Armenia |
| -------------------------------------------------------------------------- | -------- | ------- |
| Luís 30' · Costa 35' · Neto 46' · Rodrigues 58' · Antunes 62' · Matias 67' | Chi tiết |         |

| Bồ Đào Nha                 | 2 – 5    | Cộng hòa Séc                                                       |
| -------------------------- | -------- | ------------------------------------------------------------------ |
| Rodrigues 20' · Mendes 71' | Chi tiết | I. Martínková 13', 27', 36' (ph.đ.) · Divišová 45' · Pivoňková 53' |

| Armenia                     | 2 – 4    | Áo                              |
| --------------------------- | -------- | ------------------------------- |
| Armenyan 7' · Ghukasyan 10' | Chi tiết | Burger 21', 35', 59' · Haas 27' |

| Cộng hòa Séc | 0 – 2    | Đan Mạch              |
| ------------ | -------- | --------------------- |
|              | Chi tiết | Veje 35' · Harder 53' |

| Áo              | 1 – 0    | Bồ Đào Nha |
| --------------- | -------- | ---------- |
| Feiersinger 85' | Chi tiết |            |

| Cộng hòa Séc                    | 2 – 3    | Áo                                                 |
| ------------------------------- | -------- | -------------------------------------------------- |
| Martínková 45+3' · Divišová 86' | Chi tiết | Puntigam 40' (ph.đ.) · Prohaska 45+5' · Burger 63' |

| Đan Mạch  | 1 – 0    | Cộng hòa Séc |
| --------- | -------- | ------------ |
| Nadim 55' | Chi tiết |              |

| Áo                             | 3 – 1    | Đan Mạch    |
| ------------------------------ | -------- | ----------- |
| Aschauer 42' · Burger 47', 79' | Chi tiết | Nadim 90+2' |

| Armenia | 0 – 2    | Cộng hòa Séc                    |
| ------- | -------- | ------------------------------- |
|         | Chi tiết | Ringelová 13' · Danihelková 66' |

| Đan Mạch                        | 2 – 0    | Bồ Đào Nha |
| ------------------------------- | -------- | ---------- |
| Harder 65' · Røddik 81' (ph.đ.) | Chi tiết |            |

## Cầu thủ ghi bàn
9 bàn
- Pernille Harder

6 bàn
- Nina Burger

5 bàn
- Irena Martínková

4 bàn
- Sanne Troelsgaard
- Andrea Rodrigues

3 bàn
| - Laura Feiersinger | - Petra Divišová | - Line Røddik |

2 bàn
| - Edite Fernandes - Carolina Mendes - Laura Luís | - Adéla Pivoňková - Markéta Ringelová - Nanna Christiansen | - Nadia Nadim - Theresa Nielsen - Kristine Petersen |

1 bàn
| - Gohar Armenyan - Ani Ghukasyan - Verena Aschauer - Maria Gstöttner - Cornelia Haas - Marlies Hanschitz - Nadine Prohaska - Sarah Puntigam | - Daniela Tasch - Melissa Antunes - Kimberly Brandão - Carole Costa - Carla Couto - Sónia Matias - Cláudia Neto - Nikola Danihelková | - Veronika Hoferková - Lucie Martínková - Iva Mocová - Jana Sedláčková - Julie Rydahl Bukh - Line Jensen - Katrine Pedersen - Katrine Veje |